# Hylaeus cyanurus
Hylaeus cyanurus là một loài Hymenoptera trong họ Colletidae. Loài này được Kirby mô tả khoa học năm 1802.